# Bahnhof Belvedere

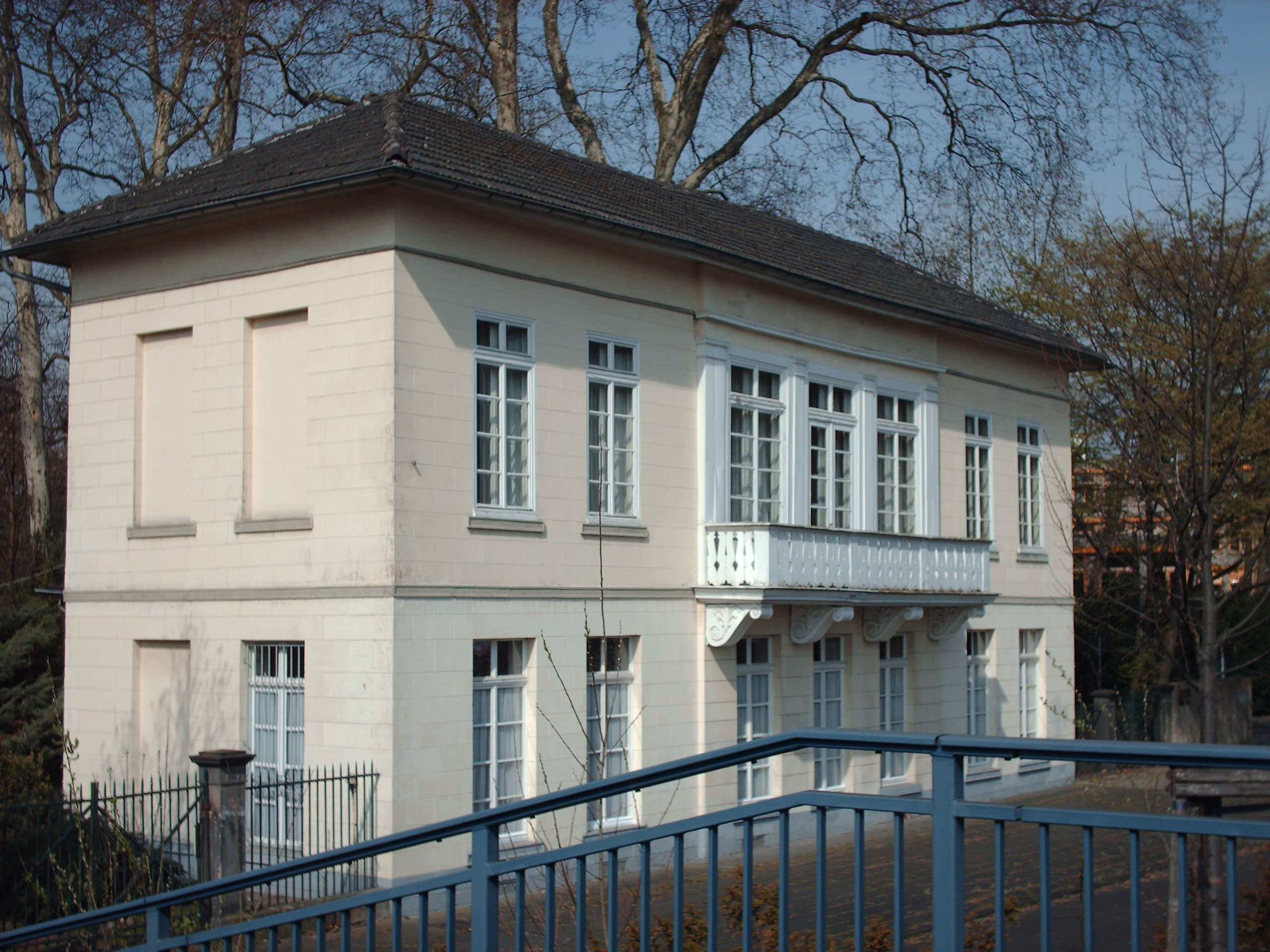
Haus Belvedere, Ansicht von Südosten, im April 2007

Der Bahnhof Belvedere (auch: Haus Belvedere) ist das ehemalige Empfangsgebäude des Bahnhofs Müngersdorf, der den Endpunkt der am 2. August 1839 eröffneten sieben Kilometer langen Eisenbahnstrecke der Rheinischen Eisenbahngesellschaft vom Kölner Bahnhof Am Thürmchen nach Müngersdorf bildete. Das Gebäude im heutigen Kölner Stadtteil ist das älteste in Originalgestalt erhaltene Bahnhofsgebäude Deutschlands.

## Geschichte

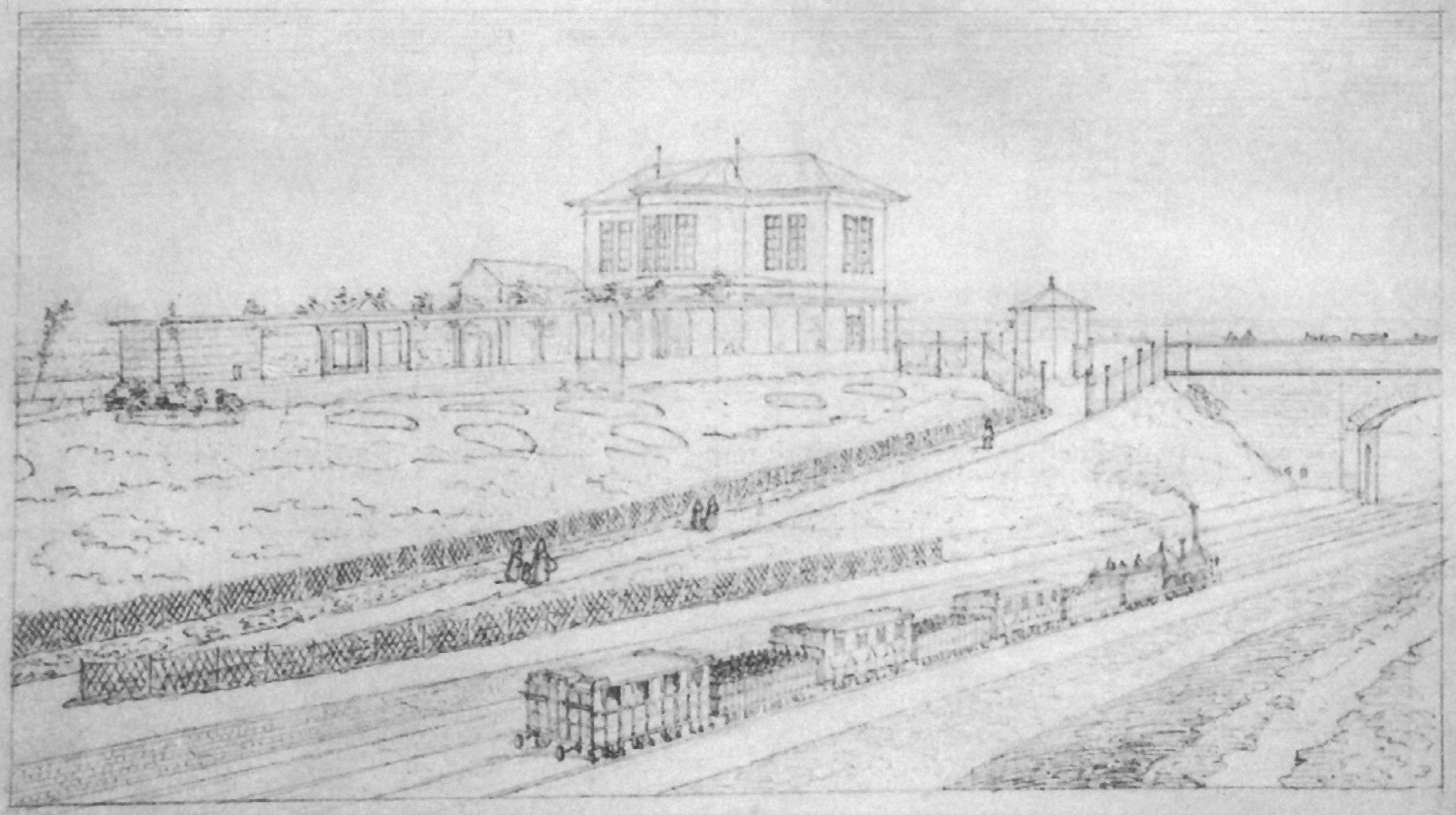
Zeichnung des Bahnhofs aus der ersten Hälfte des 19. Jahrhunderts

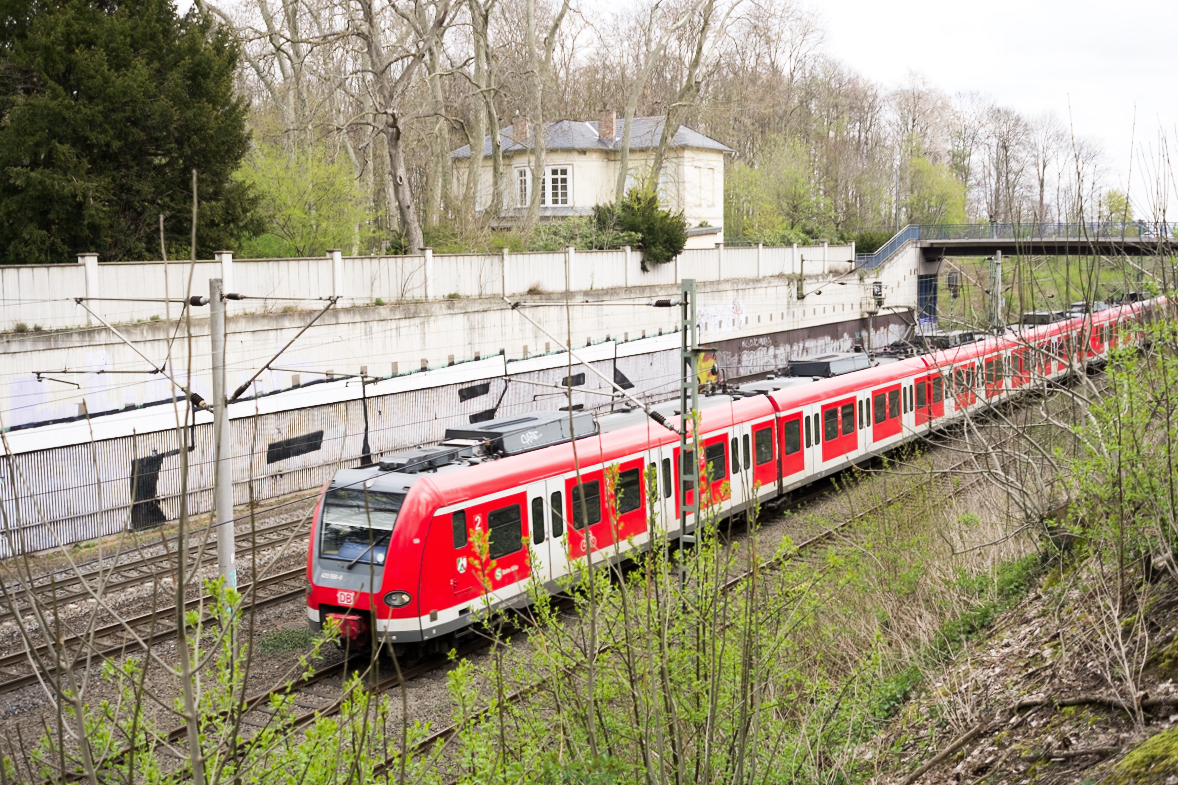
Fotografie des Bahnhofes Belvedere (2021)

### Bahnhof
Der Bahnhof lag am Endpunkt des ersten Teilstücks der geplanten, weltweit ersten internationalen Eisenbahnstrecke Köln–Aachen–Antwerpen. Auftraggeber für den 1839 fertiggestellten Bau war die Rheinische Eisenbahngesellschaft. Das Empfangsgebäude wurde auf einer Anhöhe im Wald in geringer Entfernung von den Gleisen erbaut und mit Blick auf Köln ausgerichtet. Man konnte (und kann) von dort also sowohl den Verlauf der Bahnlinie als auch die Skyline der Stadt betrachten. Das Gebäude beherbergte als Gaststätte auch Ausflugsgäste aus Köln. In einem Text aus der Bauzeit der Strecke hieß es: „Die Müngersdorfer aber freuen sich auf den Bau, weil sie dann die Kölner mit dem Dampfwagen ankommen sehen. Das ist zwar nur ein kleiner Anfang, aber darum nicht weniger willkommen, denn – aller Anfang ist schwer.“
Am 2. August 1839 fand die festliche Einweihung der Strecke von Köln nach Müngersdorf mit einer Sonderfahrt für geladene Gäste statt. Der Zug aus Köln erreichte „in 10 Minuten das eine Meile entfernte, eine schöne Aussicht gewährende, neu und geschmackvoll eingerichtete Belvedere zu Müngersdorf“. Am Bahnhof Müngersdorf „hatte man eine Gartenanlage gemacht, und ein kleines, aber prächtiges Stationsgebäude angebaut, worin zugleich Wirthschaft betrieben wird“. Vom 16. August des Jahres verkehrten montags, mittwochs, freitags und sonntags jeweils sechs Zugpaare zwischen Köln und Müngersdorf, an Sonntagen gab es noch eine zusätzliche abendliche Rückfahrt aus Müngersdorf.
Die Umsätze entwickelten sich im  ersten Jahr des Betriebs jedoch nicht so wie erhofft. „In der ersten Zeit hatte das eisenbahnlustige Publikum diesen sonderbaren Vergnügungsort mitten im Felde fleißig besucht, aber bald ließ die Lust nach, und die Fahrten brachten nicht mehr soviel ein, dass die Kosten gedeckt werden konnten“.  Mit der Verlängerung der Strecke 1841 nach Aachen nahm die Bedeutung des Bahnhofs weiter ab. Er wurde noch im 19. Jahrhundert stillgelegt.

### Nachnutzung

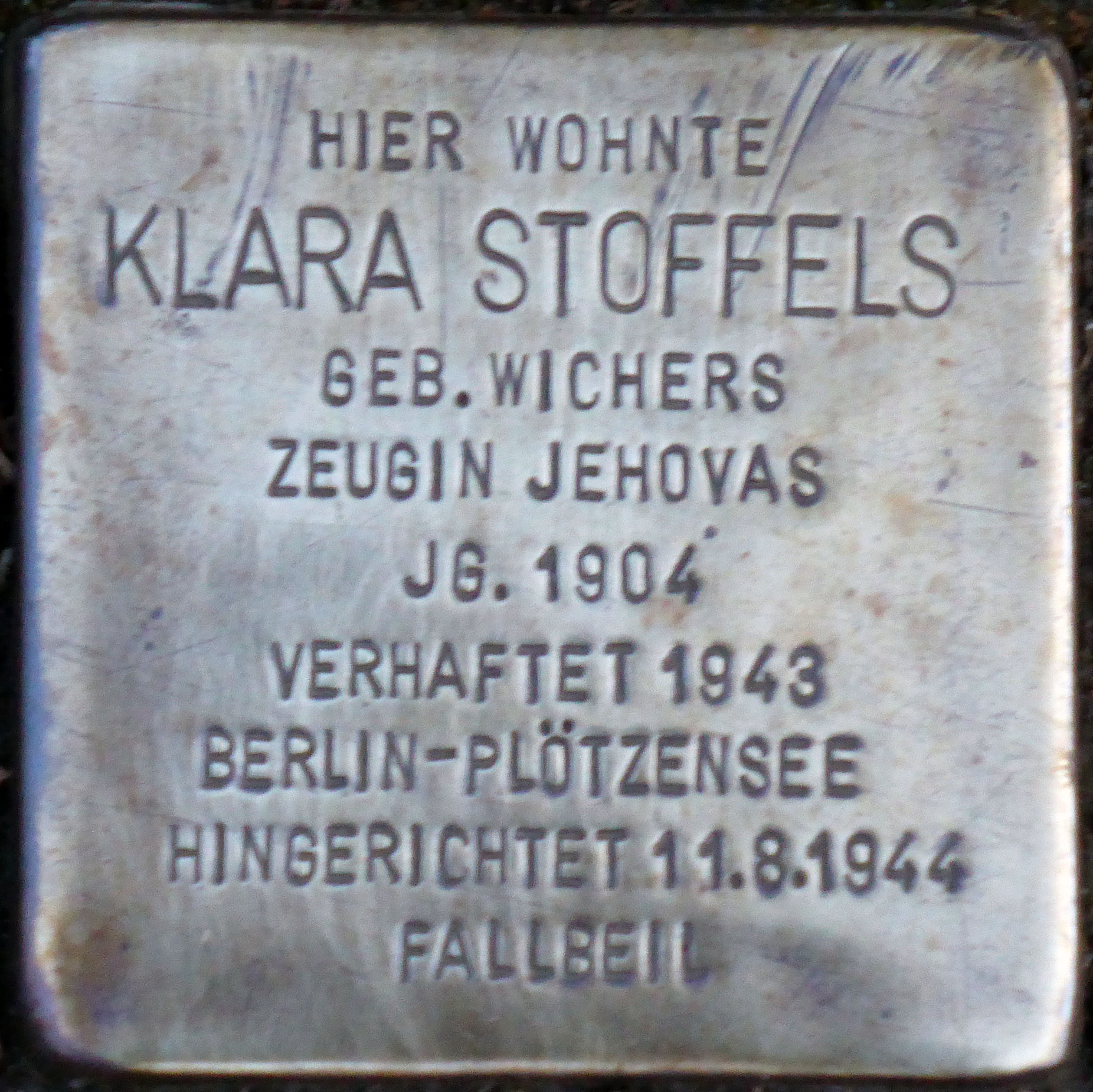
Stolperstein für Klara Stoffels vor dem Bahnhof Belvedere

Das Gebäude gelangte 1892 in den Besitz der Stadt Köln, die es als Wohnhaus nutzte. Von 1935 bis zu ihrer Verhaftung 1943 wohnte dort die 1944 von der nationalsozialistischen Justiz ermordete Klara Stoffels. Seit den 1950er Jahren wohnten und wirkten dort zwei Künstler. Seit 1980 ist es unter der Denkmalnummer 268 denkmalgeschützt und ein Teil des Landschaftsparks Belvedere, als dessen Namensgeber es fungierte.
Seit 2010 stand der Bahnhof Belvedere leer und war stark sanierungsbedürftig. Im Dezember 2010 gründete sich ein Förderkreis Bahnhof Belvedere e. V., der die Mittel für die Sanierung organisierte, die Bauträgerschaft dafür übernahm und eine kulturelle Nutzung des Gebäudes anstrebt. Nach einem Ratsbeschluss 2015 übertrug die Stadt Köln das Gebäude in Erbbaurecht an den Förderkreis und beteiligt sich an den Kosten von Sanierung und Ausbau. Am 29. Oktober 2018 bekam der Förderkreis für seine Verdienste um den Erhalt des Gebäudes und sein Engagement den Deutschen Preis für Denkmalschutz 2018, die Silberne Halbkugel, verliehen.
Der Bahnhof Belvedere ist Teil des Netzwerks Via Industrialis in Köln.

## Beschreibung

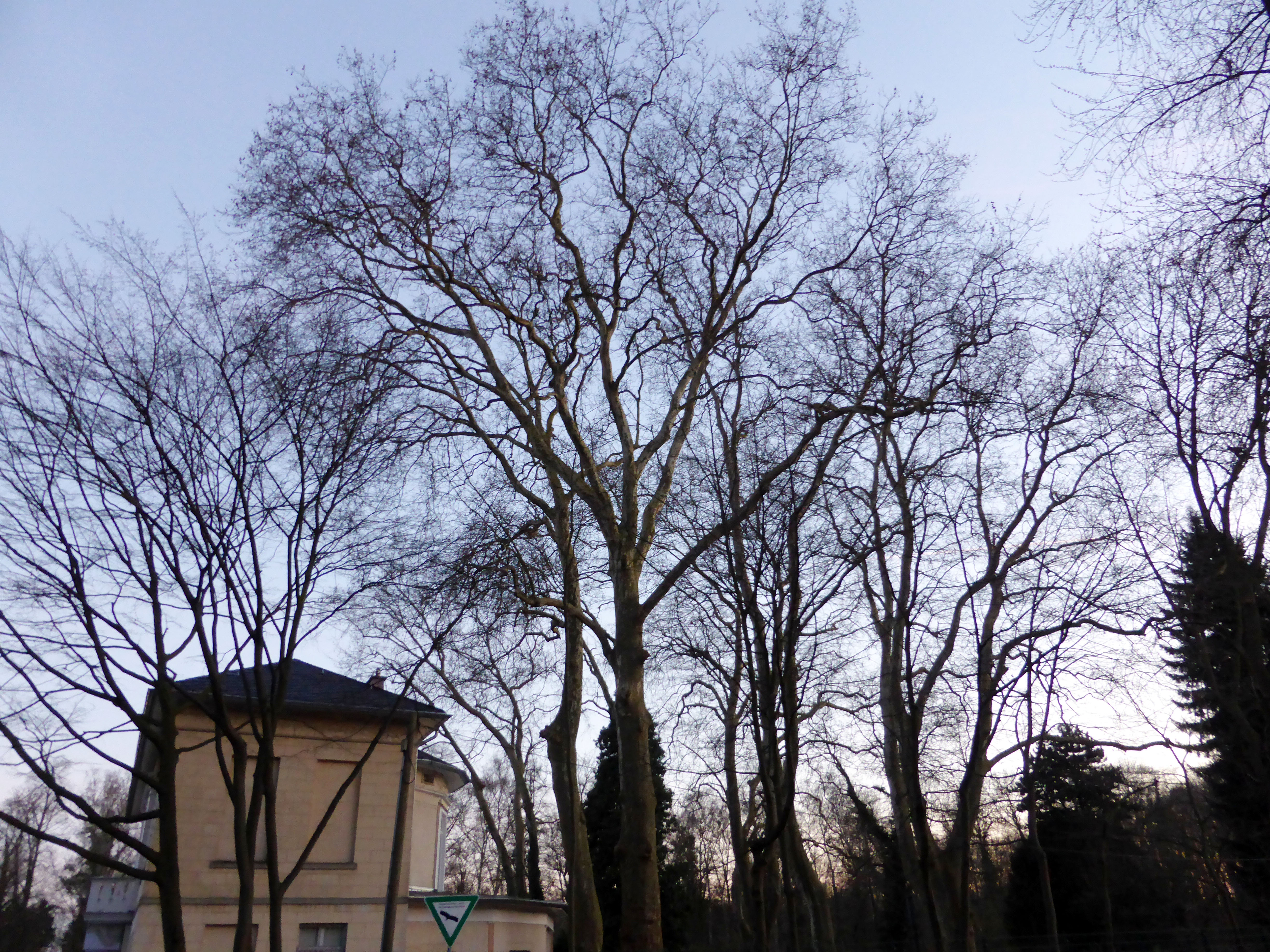
Platanengruppe im Garten des Hauses

Die Pläne für den Bau stammen vermutlich von dem Architekten und Stadtbaumeister Johann Peter Weyer oder – nach Meinung von Walter Buschmann – vom Kölner Stadtbaumeister Matthias Biercher, der Schüler der Berliner Bauakademie und damit der Schinkelschule verbunden war. Das im klassizistischen Landhausstil errichtete zweigeschossige Gebäude ist heute das älteste erhaltene Bahnhofsgebäude im deutschsprachigen Raum und einer der wenigen Bauten der Schinkelschule im Rheinland. Der verputzte Bau mit seinen auffällig hohen Fenstern liegt seitlich oberhalb der Bahnstrecke an der nach dem Bahnhof benannten Belvederestraße. Der Mittelteil der straßenseitigen Fassade besitzt einen von als Voluten gestalteten Konsolen getragenen Balkon. Auf der Gartenseite schließt sich nach einem Wintergarten ein Terrassengarten an.
Das zum Haus gehörende Grundstück war als Terrassen- und Landschaftsgarten gestaltet. Es wurde 1991 als geschützter Landschaftsbestandteil unter Schutz gestellt. In der zum Haus gehörenden Grünanlage stehen sieben ca. 150 Jahre alte Platanen. Zwei von ihnen bedrohen laut Förderkreis die Bausubstanz des Gebäudes durch Unterwurzelung. Seit den 2010er Jahren streiten sich Denkmalschützer und Naturschützer darum, ob diese zwei Bäume gefällt werden müssen.